# صديق لي (فلم)
صديق لي (بالألمانية: Ein Freund von mir) هو فيلم ألماني أُنتج عام 2006 من إخراج سباستيان شيبر.

## رواية الفيلم
القصة تدور حول شابين من فئتين اجتماعيتين متلفتين بالكلية فأحدهما يعمل في شركة ذو مكانة مرموقة والآخر يعمل بأي حرفة يجدها لا يعبأ للدنيا ولا يحمل همومها. يضغ رئيس الشركة التي يعمل بها الشاب المرموق هذا الشاب في اختبار فيكلفه بالعمل على توصيل سيارات أجره محاولا منه أن يستفز هذا الشاب ويجعله يرفض ما يفرض عليه وذلك لما يراه مديره عليه من الوحدة وعدم المبالاة مع إخلاصه في العمل. لا يظهر الشاب أي صورة من الرفض بل ينصاع لمطالب المدير ويقوم بالعمل كما أمره ولكنه يتعرض للشاب الآخر أثناء اختبار القبول للوظيفة التي فرضها عليه المدير ويتعايش الشابان مع بعض في قصة تغمرها المواقف المضحكة حتى يكتشف الموظف أن ما هو عليه ليس بالعيشة السعيدة وإنما صديقه أسعد منه رغم أنه لا يجد وظيفة ثابتة أو حياة كريمة ويتعرف في الوقت نفسه على فتاة صديقة والتي يقع في حبها ولكنه يصرف نفسه عنها لأنها فتاة صديقه. يتعلم هذا الموظف الكثير من صديقة السعيد ويغير مجرى حياته ويذهب بعد موافقة صديقة للحاق بفتاته بعد ما افترقا ليعلم أن السعادة ليست فيما يحقهه المرء ولكن في ما يرغب أن يحققه.

## وصلات خارجية
- مقالات تستعمل روابط فنية بلا صلة مع ويكي بيانات

1. ↑  "معلومات عن صديق لي (فيلم) على موقع movie.douban.com". movie.douban.com. مؤرشف من الأصل في 2014-08-15.
2. ↑  "معلومات عن صديق لي (فيلم) على موقع zweitausendeins.de". zweitausendeins.de. مؤرشف من الأصل في 2016-09-13.
3. ↑  "معلومات عن صديق لي (فيلم) على موقع csfd.cz". csfd.cz. مؤرشف من الأصل في 2022-11-21.